# Grupy FCI
Systematyka ras według Międzynarodowej Federacji Kynologicznej z uwzględnieniem polskiego nazewnictwa. FCI uznaje łącznie 356 ras.

## I grupaFCI
Owczarki i inne psy pasterskie, z wyłączeniem szwajcarskich psów do bydła (44 rasy)

### sekcja 1 – Owczarki
1. Australia
- 293. zkwp.pl. [zarchiwizowane z tego adresu (2018-12-23)]. Owczarek australijski – Kelpie (Australian Kelpie)

2. Belgia
- 015. zkwp.pl. [zarchiwizowane z tego adresu (2018-08-08)]. Owczarek belgijski (Chien de Berger Belge)
  - Groenendael
  - Laekenois
  - Malinois
  - Tervueren
- 083. zkwp.pl. [zarchiwizowane z tego adresu (2018-08-08)]. Schipperke

3. Chorwacja
- 277. zkwp.pl. [zarchiwizowane z tego adresu (2018-12-23)]. Owczarek chorwacki (Hrvatski Ovcar)

4. Francja
- 044. zkwp.pl. [zarchiwizowane z tego adresu (2018-08-08)]. Owczarek francuski – Beauceron (Berger de Beauce)
- 113. zkwp.pl. [zarchiwizowane z tego adresu (2018-08-08)]. Owczarek francuski – Briard (Berger de Brie)
- 141. zkwp.pl. [zarchiwizowane z tego adresu (2018-08-08)]. Owczarek pirenejski (a poil long) (Chien de Berger des Pyrenees a poil long)
- 176. zkwp.pl. [zarchiwizowane z tego adresu (2018-08-08)]. Owczarek pikardyjski (Berger Picard)
- 138. zkwp.pl. [zarchiwizowane z tego adresu (2018-08-08)]. Owczarek pirenejski (a face rase) (Chien de Berger des Pyrenees a face rase)

5. Niemcy
- 166. zkwp.pl. [zarchiwizowane z tego adresu (2018-12-23)]. Owczarek niemiecki (Deutscher Schäferhund)
  - krótkowłosy (Double coat)
  - długowłosy (Long and harsh outer coat)

6. Wielka Brytania
- Bearded Collie
- Owczarek staroangielski Bobtail (Old English Sheepdog)
- Border Collie
- Owczarek szkocki długowłosy (Collie Rough)
- Owczarek szkocki krótkowłosy (Collie Smooth)
- Owczarek szetlandzki (Shetland Sheepdog)
- Welsh Corgi Cardigan
- Welsh Corgi Pembroke

7. Węgry
- Komondor
- Kuvasz
- Mudi
  - Fawn
  - Black
  - Blue-Merle
  - Ash Coloured (Blue Grey)
  - Brown
  - White
- Puli
  - Pearl-white
  - Black
  - Black shaded with rust-red or grey
  - Fawn
  - Grey in any shade
- Pumi
  - Grey in various shades
  - Black
  - Fawn (Fakó). Primary colours: red, yellow, cream
  - White

8. Włochy
- Bergamasco (Cane da pastore Bergamasco)
- Maremmano-Abruzzese (Cane da pastore Maremmano-Abruzzese)

9. Polska
- Polski owczarek nizinny
- Polski owczarek podhalański

10. Portugalia
- Cão da Serra de Aires

11. Rosja
- Owczarek południoworosyjski Jużak (Ioujnorousskaia Ovtcharka)

12. Rumunia
- Ciobanesc Romanesc Mioritic
- Ciobanesc Romanesc Carpatin

13. Słowacja
- Ceskoslovenský Vlciak
- Slovenský Cuvac

14. Hiszpania
- Owczarek kataloński (Gos d’Atura Catalá)
- Owczarek z Majorki (Ca de Bestiar)
  - krótkowłosy (Short-haired)
  - długowłosy (Long-haired)

15. Szwajcaria
- Biały owczarek szwajcarski (Berger Blanc Suisse)

16. Holandia
- Nederlandse Schapendoes
- Owczarek holenderski (Hollandse Herdershond)
  - krótkowłosy (Short-haired)
  - długowłosy (Long-haired)
  - szorstkowłosy (Rough-haired)
- Saarlooswolfhond

17. Stany Zjednoczone Ameryki
- Owczarek australijski (typ amerykański) (Australian Shepherd)

### sekcja 2 – Psy pasterskie, z wyłączeniem szwajcarskich psów do bydła
1. Australia
- Australian Cattle Dog
- Australian Stumpy Tail Cattle Dog /wstępnie uznana przez FCI, bez prawa do CACIB/

2. Belgia
- Bouvier des Ardennes

3. Belgia/Francja
- Bouvier des Flandres / Vlaamse Koehond

   (wróć do indeksu)

## II grupaFCI
Pinczery i sznaucery, molosy, szwajcarskie psy górskie i do bydła, pozostałe rasy

### sekcja 1 – psy w typie pinczera i sznaucera
- Czarny terier rosyjski (Russkiy Tchiorny Terrier)
- Doberman (Dobermann)
  - Dobermann Black with rust red markings
  - Dobermann Brown with rust red markings
- Hollandse Smoushond
- Pinczer austriacki (Österreichischer Pinscher)
- Pinczer średni (Deutscher Pinscher)
  - Deutscher Pinscher Stag-red, red-brown to dark red-brown
  - Deutscher Pinscher Black with tan markings
- Pinczer małpi (Affenpinscher)
- Pinczer miniaturowy (Zwergpinscher)
- Sznaucer miniaturowy (Zwergschnauzer)
  - Sznaucer miniaturowy biały (Zwergschnauzer Weiss)
  - Sznaucer miniaturowy czarno-srebrny (Zwergschnauzer Schwarz-silber)
  - Sznaucer miniaturowy czarny (Zwergschnauzer Schwarz)
  - sznaucer miniaturowy pieprz i sól (Zwergschnauzer Pfeffersalz)
- Sznaucer olbrzym (Riesenschnauzer)
  - Sznaucer olbrzym czarny (Riesenschnauzer Schwarz)
  - Sznaucer olbrzym pieprz i sól (Riesenschnauzer Pfeffersalz)
- Sznaucer średni („Schnauzer”)
  - Sznaucer średni czarny (Schnauzer Schwarz)
  - Sznaucer średni pieprz i sól (Schnauzer Pfeffersalz)

### sekcja 2 –molosowate
- Aidi („Chien de Montagne de l’Atlas (Aïdi)”)
- Anatolian (Coban Köpegi)
- Bernardyn („ St.Bernhardshund (Bernhardiner)”)
  - Bernardyn długowłosy (St. Bernhardshund Langhaarig)
  - Bernardyn krótkowłosy (St.Bernhardshund Kurzhaarig)
- Bokser (Deutscher Boxer)
  - Bokser płowy
  - Bokser pręgowany
- Broholmer
- Buldog angielski (Bulldog)
- Bullmastif
- Cane Corso Italiano
- Cão da Serra da Estrela
  - Cão da Serra da Estrela – Short-haired
  - Cão da Serra da Estrela – Long-haired
- Cão de Castro Laboreiro
- Cão Fila de São Miguel
- Dog argentyński (Dogo Argentino)
- Dog kanaryjski (Dogo Canario)
- Dog niemiecki (Deutsche Dogge)
  - Dog niemiecki błękitny (Deutsche Dogge – Blau)
  - Dog niemiecki – czarny, arlekin (Deutsche Dogge – Schwarz, Gefleckt)
  - Dog niemiecki – żółty, pręgowany (Deutsche Dogge – Gelb, Gestriemt)
- Dogue de Bordeaux
- Fila Brasileiro
- Hovawart
  - Hovawart – Black and tan
  - Hovawart – Black
  - Hovawart – Blonde
- Landseer (typ kontynentalno-europejski)
- Leonberger
- Mastif angielski (Mastiff)
- Mastif hiszpański (Mastín espańol)
- Mastif neapolitański (Mastino Napoletano)
- Mastif pirenejski (“Mastín del Pirineo”)
- Mastif tybetański (Do-Khyi, Tibetan Mastiff)
- Nowofundland (Newfoundland)
- Owczarek kaukaski (Kavkazskaïa Ovtcharka)
- Owczarek kraski (Kraski Ovcar)
- Owczarek środkowoazjatycki (Sredneasiatskaïa Ovtcharka)
- Dog z Majorki (Perro dogo mallorquin (Ca de Bou))
- Pirenejski pies górski (Chien de Montagne des Pyrénées)
- Rafeiro do Alentejo
- Rottweiler
- Sarplaninac (“Jugoslovenski Ovcarski Pas – Sarplaninac”)
- Shar Pei
- Tosa
- Tornjak

### sekcja 3 – szwajcarskie psy pasterskie
- Appenzeller (Appenzeller Sennenhund)
- Berneński pies pasterski (Berner Sennenhund)
- Duży szwajcarski pies pasterski (Grosser Schweizer Sennenhund)
- Entlebucher (Entlebucher Sennenhund)

   (wróć do indeksu)

## III grupaFCI
Teriery

### sekcja 1 – teriery duże i średnie
- Airedale Terrier
- Bedlington Terrier
- Border Terrier
- Terier brazylijski (Terrier Brasileiro)
- Foksterier krótkowłosy (Fox Terrier Smooth)
- Foksterier szorstkowłosy (Fox Terrier Wire)
- Irish Glen of Imaal Terrier
- Irish Soft Coated Wheaten Terrier
- Kerry Blue Terrier
- Lakeland Terrier
- Manchester Terrier
- Niemiecki terier myśliwski (Deutscher Jagdterrier)
- Parson Russell Terrier
- Terier irlandzki (Irish Terrier)
- Terier walijski (Welsh terrier)

### sekcja 2 – teriery małe
- Australian Terrier
- Cairn Terrier
- Dandie Dinmont Terrier
- Jack Russell Terrier
- Norfolk Terrier
- Norwich Terrier
- Sealyham Terrier
- Skye Terrier
- Terier szkocki (Scottish Terrier)
- West Highland White Terrier
- Terier czeski (Ceský Teriér)
- Terier japoński (Nihon Teria)

### sekcja 3 – teriery typu bull
- American Staffordshire Terrier
- Bulterier (Bull Terrier)
- Bulterier miniaturowy (Miniature Bull Terrier)
- Staffordshire Bull Terrier

### sekcja 4 – teriery miniaturowe
- English Toy Terrier
- Australian Silky Terrier
- Yorkshire terrier

   (wróć do indeksu)

## IV grupaFCI
Jamniki

### sekcja 1 – jamniki
- Jamnik (Dachshund)
  - Jamnik krótkowłosy (Dachshund Kurzhaar)
  - Jamnik długowłosy standardowy (Dachshund Langhaar)
  - Jamnik szorstkowłosy standardowy (Dachshund Rauhaar)
- Jamnik miniaturowy (Zwerg-Dachshund)
  - Jamnik krótkowłosy miniaturowy (Zwerg-Dachshund Kurzhaar)
  - Jamnik długowłosy miniaturowy (Zwerg-Dachshund Langhaar)
  - Jamnik szorstkowłosy miniaturowy (Zwerg-Dachshund Rauhhaar)
- Jamnik króliczy
  - Jamnik krótkowłosy króliczy (Kaninchen-Dachshund Kurzhaar)
  - Jamnik długowłosy króliczy (Kaninchen-Dachshund Langhaar)
  - Jamnik szorstkowłosy króliczy (Kaninchen-Dachshund Rauhaar)

   (wróć do indeksu)

## V grupaFCI
Szpice i psy w typie pierwotnym

### sekcja 1 – północne psy zaprzęgowe
- Alaskan Malamute
- Pies grenlandzki (Grønlandshund)
- Samojed (Samoiedskaïa Sabaka)
- Siberian Husky

### sekcja 2 – północne psy myśliwskie
- Elkhund szary (Norsk Elghund Grå)
- Elkhund czarny (Norsk Elghund Sort)
- Jämthund
- Karelski pies na niedźwiedzie (Karjalankarhukoira)
- Łajka rosyjsko-europejska (Russko-Evropeiskaïa Laïka)
- Łajka wschodniosyberyjska (Vostotchno-Sibirskaïa Laïka)
- Łajka zachodniosyberyjska (Zapadno-Sibirskaïa Laïka)
- Szpic nordycki (Norrbottenspets)
- Norsk Lundehund
- Szpic fiński (Suomenpystykorva)

### sekcja 3 – północne psy pasterskie
- Islandzki szpic pasterski (Íslenskur Fjárhundur)
- Lapinporokoira
- Norsk Buhund
- Suomenlapinkoira
- Svensk Lapphund
- Vasgotaspets

### sekcja 4 – szpice europejskie
- Szpic niemiecki (Deutscher Spitz)
  - Szpic wilczy (Wolfsspitz, Keeshond)
  - Szpic niemiecki duży ( Grossspitz)
    - Szpic niemiecki duży biały (Deutscher Grossspitz weiss)
    - Szpic niemiecki duży kolorowy – brązowy/czarny (Deutscher Grossspitz braun oder schwarz)

  - Szpic niemiecki średni (Deutscher Mittelspitz)
    - Szpic średni biały (Deutscher Mittelspitz – Weiss)
    - Szpic średni kolorowy klasyczny – brązowy/czarny (Deutscher Mittelspitz altfarben – braun oder schwarz)
    - Szpic średni kolorowy współczesny (Deutscher Mittelspitz neufarben – orange, graugewolkt und andersfarbig)
- * Szpic niemiecki mały (Deutscher Kleinspitz)
  - *Szpic mały biały (Deutscher Kleinspitz weiss)
  - *Szpic mały kolorowy klasyczny – brązowy/czarny (Deutscher Kleinspitz altfarben – braun oder schwarz)
    - Szpic mały kolorowy współczesny (Deutscher Kleinspitz neufarben – orange, graugewolkt und andersfarbig)
- Pomeranian (Zwergspitz)
- szpic włoski (Volpino Italiano)

### sekcja 5 – szpice azjatyckie i rasy pokrewne
- Akita
- akita amerykańska (American Akita)
- Chow Chow
- Eurasier
- Hokkaïdo
- jindo (Korea Jindo Dog)
- kai
- Kishu
- Shiba
- Shikoku
- szpic japoński (Nihon Supittsu)

### sekcja 6 – rasy pierwotne
- Basenji
- Canaan Dog
- Pies faraona (Pharaoh Hound)
- Nagi pies meksykański (Xoloitzquintle)
  - Nagi pies meksykański duży
  - Nagi pies meksykański miniaturowy (Xololtzqulntle – Miniature)
  - Nagi pies meksykański średni
- Nagi pies peruwiański (Perro sin pelo del Perú)
  - Nagi pies peruwiański duży (Perro sin pelo del Perú – Grande)
  - Nagi pies peruwiański miniaturowy (Perro sin pelo del Perú – Pequeno)
  - Nagi pies peruwiański średni (Perro sin pelo del Perú – Medlo)

### sekcja 7 – rasy pierwotne myśliwskie
- Cirneco dell'Etna
- Podenco kanaryjski (Podenco Canario)
- Podenco z Ibizy (Podenco Ibicenco)
  - Podenco z Ibizy krótkowłosy (Podenco Ibicenco a pelo corto)
  - Podenco z Ibizy szorstkowłosy (Podenco Ibicenco a pelo alambre)
- Podengo portugalski (Podengo Português)
  - Podengo portugalski krótkowłosy duży (Podengo Português Grande a pelo liso)
  - Podengo portugalski krótkowłosy miniaturowy (Podengo Português Pequeno a pelo liso)
  - Podengo portugalski krótkowłosy średni (Podengo Português Medio a pelo liso)
  - Podengo portugalski szorstkowłosy duży (Podengo Português Grande a pelo cerdoso)
  - Podengo portugalski szorstkowłosy miniaturowy (Podengo Português Pequeno a pelo cerdoso)
  - Podengo portugalski szorstkowłosy średni (Podengo Português Medio a pelo cerdoso)

- Thai Ridgeback („Thai Ridgeback Dog”)

## VI grupaFCI
Psy gończe i rasy pokrewne

### sekcja 1 –psy gończe
- Ariégeois
- Basset artezyjsko-normandzki (Basset artésien normand)
- Basset bleu de Gascogne
- Basset bretoński (Basset fauve de Bretagne)
- Basset hound
- Beagle
- Beagle-Harrier
- Billy
- Black and Tan Coonhound
- Bloodhound (Chien de Saint-Hubert)
- Chien d’Artois (Briquet)
- Czarnogórski gończy górski (Crnogorski Planinski Gonic)
- Dunker
- Drever
- Duży gończy anglo-francuski biało-czarny (Grand anglo-francais blanc et noir)
- Duży gończy anglo-francuski biało-pomarańczowy (Grand anglo-francais blanc et orange)
- Duży gończy anglo-francuski trójkolorowy (Grand anglo-francais tricolore)
- Duży gończy gaskoński (Grand Bleu de Gascogne)
- Foxhound amerykański (American Foxhound)
- Foxhound angielski (English Foxhound)
- Gascon Saintongeols
  - Grand Gascon Saintongeois
  - Petit gascon saintongeols
- Gończy austriacki – Brandlbracke ( Brandlbracke (Vieräugl))
- Gończy szwajcarski (Schweizer Laufhund-Chien Courant Suisse)
  - Gończy berneński Schweizer Laufhund – Bernese Hound
  - Gończy z Jury – St. Hubert Schweizer Laufhund – Jura Hound
  - Gończy lucerneński Schweizer Laufhund – Lucerne Hound
  - Gończy z Schwyz Schweizer Laufhund – Schwyz Hound
- Gończy bośniacki szorstkowłosy Barak (Bosanski Ostrodlaki Gonic Barak)
- Gończy bretoński (Griffon fauve de Bretagne)
- Gończy chorwacki (Posavski Gonic)
- Gończy fiński (Suomenajokoira)
- Gończy francuski biało-czarny (Francais blanc et noir)
- Gończy francuski biało-pomarańczowy (Francais blanc et orange)
- Gończy francuski trójkolorowy (Francais tricolore)
- Gończy grecki (Hellinikos Ichnilatis)
- Gończy Hamiltona (Hamiltonstövare)
- Gończy hiszpański (Sabueso Español)
- Gończy istryjski krótkowłosy (Istarski Kratkodlaki Gonic)
- Gończy istryjski szorstkowłosy (Istarski Ostrodlaki Gonic)
- Gończy niemiecki (Deutsche Bracke)
- Gończy polski
- Gończy Schillera (Schillerstövare)
- Gończy serbski trójkolorowy (Srpski Trobojni Gonic)
- Gończy bałkański (Srpski Gonic)
- Gończy słowacki (Slowenský Kopov)
- Gończy smalandzki (Smålandsstövare)
- Gończy styryjski (Steirische Rauhhaarbracke)
- Gończy tyrolski (Tiroler Bracke)
- Briquet Griffon Vendeen (“Briquet griffon vendéen”)
- Gończy węgierski („Erdélyi Kopó”)
- Gończy włoski (Seguglo Italiano)
  - Gończy włoski krótkowłosy (Seguglo Italiano a pelo raso)
  - Gończy włoski szorstkowłosy (Segugin italiano a pelo forte)
- Gończy z Nivernais (Griffon Nivernais)
- Grand griffon vendéen
- Griffon Nivernais
- Haldenstovare (“Haldenstøvare”)
- Harrier
- Hygenhund
- Mały gończy anglo-francuski (Anglo-Francais de petite vénerie)
- Mały gończy gaskoński (Petit bleu de Gascogne)
- Ogar polski
- Otterhound
- Petit Basset griffon vendeen
- Poitevin
- Porcelaine
- Schweizerischer Niederlaufhund („Schweizerischer Niederlaufhund – Petit chien courant Suisse”)
  - Schweizerischer Niederlaufhund – Small Bernese Hound
  - Schweizerischer Niederlaufhund – Small Jura Hound
  - Schweizerischer Niederlaufhund – Small Lucerne Jound
  - Schweizerischer Niederlaufhund – Small Schwyz Hound
- Westfalski gończy krótkonożny (Westfälische Dachsbracke)

### sekcja 2 – posokowce
- Posokowiec bawarski (Bayrischer Gebrigsschwelsshund)
- Posokowiec hanowerski (Hannover’scher Schweisshund)
- Alpejski gończy krótko nożny („Alpenländische Dachsbracke”)

### sekcja 3 – rasy pokrewne
- Dalmatyńczyk (Dalmatinski pas)
- Rhodesian Ridgeback

   (wróć do indeksu)

## VII grupaFCI
Wyżły (psy wystawiające zwierzynę)

### sekcja 1 – wyżły kontynentalne
- Braque de l'Ariege
- Braque d’Auvergne
- Braque du Bourbonnais
- Braque Saint-Germain
- Duży Münsterländer (Grosser Münsterländer Vorstehhund)
- Epagneul bleu de Picardie
- “Epagneul Breton” Spaniel bretoński (brittany)
  - Epagneul Breton – White and orange
  - Epagneul Breton – Other colours
- Epagneul de Pond-Audemer
- „Epagneul français” Spaniel francuski
- “Epagneul picard” Spaniel pikardyjski
- Gryfon Korthalsa (“Griffon d’arrêt à poil dur Korthals”)
- Mały Münsterländer (Kleiner Münsterländer)
- Pointer
- Pudelpointer
- Wyżeł czeski szorstkowłosy – Fousek (“Ceský Fousek”)
- Wyżeł duński (Gammel Dansk Hønsehund)
- Wyżeł fryzyjski (Stabyhoun)
- Wyżeł gaskoński (Braque francais type Gascogne – grande taille)
- Wyżeł hiszpański z Burgos (Perdiguero de Burgos)
- Wyżeł niemiecki długowłosy (Deutsch Langhaar)
- Wyżeł niemiecki krótkowłosy (Deutsch Kurzhaar)
- Wyżeł niemiecki ostrowłosy (Deutsch Stichelhaar)
- Wyżeł niemiecki szorstkowłosy (Deutsch Drahthaar)
- Wyżeł pirenejski („Braque Francis type Pyrénées”)
- Wyżeł portugalski (Perdigueiro Português)
- Wyżeł słowacki szorstkowłosy – ohar (“Slovenský Hrubosrsty Stavac”)
- Wyżeł weimarski
  - Wyżeł weimarski długowłosy (Weimaraner langhaarig)
  - Wyżeł weimarski krótkowłosy (Weimaraner kurzhaarlg)
  - Wyżeł węgierski krótkowłosy (Rövidszörü Magyar Vizsla)
  - Wyżeł węgierski szorstkowłosy ( Drötzörü Magyar Vizsla)
- Wyżeł włoski krótkowłosy (Bracco Italiano)
  - Bracco Italiano – White-orange
  - Bracco Italiano – Chestnuy roan
- Wyżeł włoski szorstkowłosy (Spinone Italiano)
  - Spinone Italiano – White-orange
  - Spinone Italiano – Chestnut roan

### sekcja 2 – wyżły brytyjskie i irlandzkie, setery
- Pointer (English Pointer)
- Seter angielski (English Setter)
- Seter irlandzki (Irish Red Setter)
- Seter irlandzki czerwono-biały (Irish Red and White Setter)
- Seter szkocki (Gordon) (Gordon Setter)

   (wróć do indeksu)

## VIII grupaFCI
Aportery, płochacze i psy dowodne

### sekcja 1 – psy aportujące
- Retriever z Nowej Szkocji (Nova Scotia Duck Tolling Retriever)
- Chesapeake Bay Retriever
- Curly Coated Retriever
- Flat Coated Retriever
- Golden Retriever
- Labrador Retriever

### sekcja 2 – płochacze
- Clumber Spaniel
- Cocker spaniel amerykański (American Cocker Spaniel)
  - American Cocker Spaniel – Black
  - American Cocker Spaniel – Any solid colour other than black
  - American Cocker Spaniel – Patricolor
- Cocker spaniel angielski (English Cocker Spaniel)
  - English Cocker Spaniel – Red
  - English Cocker Spaniel – Black
  - English Cocker Spaniel – Other colours
- Nederlandse Kooikerhondje
- Płochacz niemiecki ( Deutscher Wachtelhund)
- Field Spaniel
- Springer spaniel angielski (English Springer Spaniel)
- Springer spaniel walijski (Welsh Springer Spaniel)
- Sussex Spaniel

### sekcja 3 – psy dowodne
- Amerykański spaniel dowodny (American Water Spaniel)
- Barbet (Francuski pies dowodny)
- Fryzyjski pies dowodny (Wetterhoun)
- Hiszpański pies dowodny (Perro de agua español)
- Irlandzki spaniel dowodny (Irish Water Spaniel)
- Portugalski pies dowodny (Cão de água Português)
  - Cão de água Português – Curly
  - Cão de água Português – Long and wavy
- Lagotto romagnolo (Romański pies dowodny)

   (wróć do indeksu)

## IX grupaFCI
Psy ozdobne i do towarzystwa

### sekcja 1 –biszonyi rasy pokrewne
- Biszon frisé (Bichon à poil frisé)
- Bolończyk (Bolognese)
- Coton de Tuléar
- Hawańczyk (Bichon Havanais)
- Lwi piesek (Petit chien lion)
- Maltańczyk (Maltese)

### sekcja 2 – pudle
- Pudel duży (Caniche – Poodle standard)
  - Poodle – White, Black, Brown
  - Poodle – Grey, Orange fawn (apricot), red fawn
- Pudel miniaturowy (Caniche – Poodle miniature)
  - Poodle – White, Black, Brown
  - Poodle – Grey, Orange fawn (apricot), red fawn
- Pudel średni (Caniche – Poodle medium)
  - Poodle – White, Black, Brown
  - Poodle – Grey, Orange fawn (apricot), red fawn
- Pudel toy (Caniche – Poodle Toy)
  - Poodle – White, Black, Brown
  - Poodle – Grey, Orange fawn (apricot), red fawn

### sekcja 3 – małe psy belgijskie
- Gryfonik belgijski (Griffon beige)
- Gryfonik brukselski (Griffon bruxellois)
- Brabantczyk (Petit Brabançon)

### sekcja 4 – psy bezwłose
- chiński grzywacz (Chinese crested Dog)
- *Chinese crested Dog – Hairless
- *Chinese crested Dog – Powder Puff with veil coat

### sekcja 5 – rasy tybetańskie
- Lhasa Apso
- Shih Tzu
- Spaniel tybetański (Tibetan spaniel)
- Terier tybetański (Tibetan terrier)

### sekcja 6 – Chihuahua
- Chihuahua (“Chihuahueño”)
- *Chihuahueño – Smoth-haired
- *Chihuahueño – Long-haired

### sekcja 7 – angielskie spaniele miniaturowe
- Cavalier King Charles Spaniel
- *Cavalier King Charles Spaniel – Black and Tan
- *Cavalier King Charles Spaniel – Ruby
- *Cavalier King Charles Spaniel – Blenheim
- *Cavalier King Charles Spaniel – Tricolour
- King Charles Spaniel
- *King Charles Spaniel – Black and Tan
- *King Charles Spaniel – Ruby
- *King Charles Spaniel – Blenheim
- *King Charles Spaniel – Prince Charles (Tricolour)

### sekcja 8 – spaniele japońskie i pekińczyk
- Chin japoński (Chin)
- Pekińczyk (Pekingese)

### sekcja 9 – kontynentalne spaniele miniaturowe
- spaniel kontynentalny miniaturowy (Epagneul nain continental)
  - odmiana papillon
  - odmiana phalene („Phalène”)
- Rosyjski toy (Russian toy)

### sekcja 10 – Kromfohrländer
- Kromfohrländer

### sekcja 11 – małe psy molosowate
- Boston Terrier
- Buldog francuski (Bouledogue francais)
  - Bouledogue francais – Uniformly fawn, brindled Or not, with limited white patching.
  - Bouledogue francais – Fawn, brindled or not, with medium or predominant white patching.
- Mops (Pug)
  - Pug – Fawn with black mask
  - Pug – Black
  - Pug – Silver
  - Pug – Apricot with black mask

   (wróć do indeksu)

## X grupaFCI
Charty

### sekcja 1 – charty długowłose
- Chart afgański (Afgan hound)
- Chart perski (Saluki)
  - Saluki – Fringed
  - Saluki – Short-haired
- Chart rosyjski borzoj (Russkaya Psovaya Borzaya)

### sekcja 2 – charty szorstkowłose
- Chart szkocki (Deerhound)
- Wilczarz irlandzki (Irish wolfhound)

### sekcja 3 – charty krótkowłose
- Charcik włoski (Piccolo levriero italiano)
- Chart afrykański (Azawakh)
- Chart arabski – Sloughi
- Chart hiszpański (Galgo español)
- Chart polski
- Chart węgierski (Magyar agar)
- Greyhound
- Whippet

   (wróć do indeksu)